# Cuora
Rùa hộp châu Á (Danh pháp khoa học: Cuora) là một chi rùa trong họ rùa hộp Geoemydidae. Chi này có 12 loài. Loài rùa hộp (Cuora mouhotii) thường được cho nằm trong chi này nhưng chúng cũng được cho là thuộc về chi Pyxidea. Rùa hộp châu Á phân bố từ Trung Quốc cho tới Indonesia và Philippines. Hầu hết các loài trong chi này có tập tính lãnh thổ, chúng là loài ăn tạp nhưng sẽ ăn thịt khi có cơ hội.

## Các loài
- Cuora amboinensis
  - Cuora amboinensis amboinensis
  - Cuora amboinensis couro
  - Cuora amboinensis kamaroma: Rùa hộp lưn đen
  - Cuora amboinensis lineata
- Cuora bourreti(Obst & Reimann, 1994)
- Cuora cyclornata
  - Cuora cyclornata cyclornata
  - Cuora cyclornata meieri
- Cuora evelynae
- Cuora flavomarginata (có 2 phân loài)
  - Cuora flavomarginata flavomarginata
  - Cuora flavomarginata evelyna
- Cuora galbinifrons
  - Cuora galbinifrons galbinifrons
  - Cuora galbinifrons hainanensis
- Cuora mccordi(Ernst, 1988)
- Cuora mouhotii
- Cuora pani = "Cuora chriskarannarum" 
  - Cuora pani aurocapitata
  - Cuora pani pani
- Cuora picturata(Lehr, Fritz & Obst, 1998)
- Cuora trifasciata
- Cuora yunnanensis
- Cuora zhoui = "C. pallidicephala"